# イージスシステム

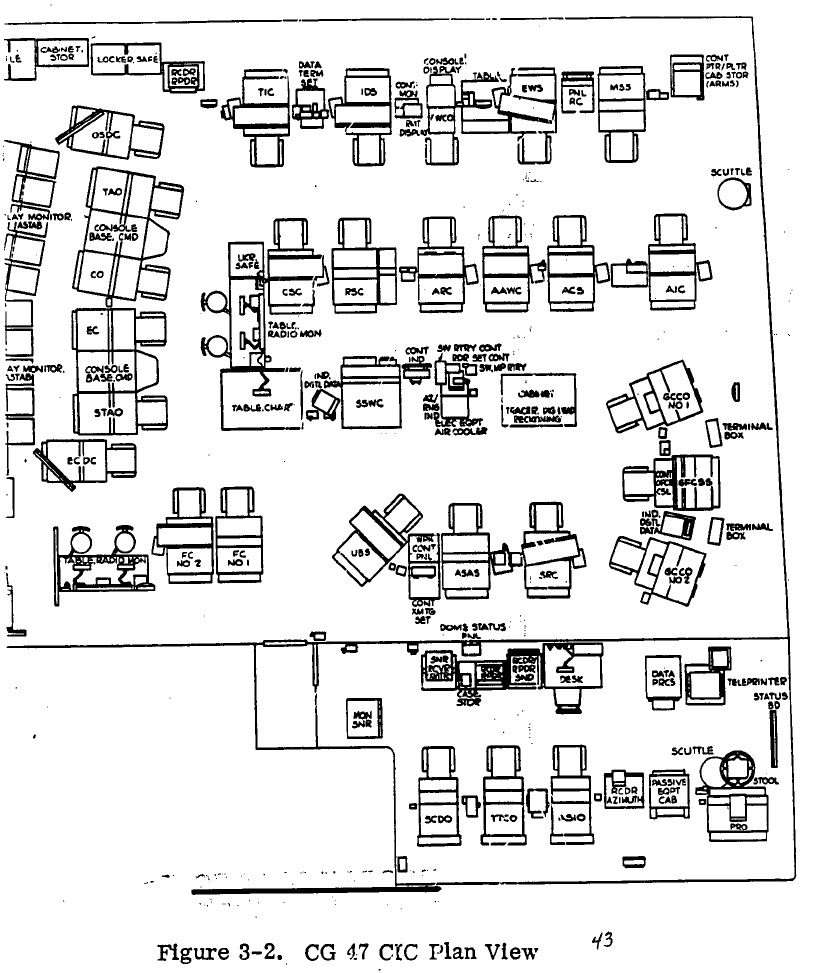
イージスシステムのCIC（戦闘情報センター）配席図

イージスシステム（英語: Aegis System）は、アメリカ海軍によって、防空戦闘を重視して開発された艦載武器システム。正式名称はイージス武器システムMk.7（AEGIS Weapon System Mk.7）であり、頭文字をとってAWSと通称される。防衛省ではイージス・システム、イージスシステムの両方の表記を使用している。
イージス（Aegis）とは、ギリシャ神話の中で最高神ゼウスが娘アテナに与えたという盾であるアイギス（Aigis）のこと。この盾はあらゆる邪悪を払うとされている（胸当てとの異説もある）。

## 概要
イージスシステムは、アメリカ海軍のウィシントン提督、マイヤー提督の指導のもと、RCA社のレーダー部門（現ロッキード・マーティン）が開発した艦載武器システムである。
従来、空の脅威から艦隊を守ってきた各種の艦対空ミサイル・システム（ターター・システムなど）は、いずれもせいぜい1〜2個の空中目標に対処するのが精一杯であり、また意思決定を全面的に人に依存していたことから、応答時間も長かった。こういった問題を解決するため、1950年代末よりアメリカ海軍は新しい防空システムの開発を試みたものの、計画は難航した。その後、慎重に洞察を重ね、また新しい技術を適用することで、1960年代末から1970年代にかけて開発されたのがイージス・システムである。
イージスシステムは、従来のような単なる防空システムという枠にとどまらない、極めて先進的かつ総合的な戦闘システムとして完成された。イージスシステムにおいては、レーダーなどのセンサー・システム、コンピュータとデータ・リンクによる情報システム、ミサイルとその発射機などの攻撃システムなどが連結されている。これによって、防空に限らず、戦闘のあらゆる局面において、目標の捜索から識別、判断から攻撃に至るまでを、迅速に行なうことができる。本システムが同時に捕捉・追跡可能な目標は128以上といわれ、その内の脅威度が高いと判定された10個以上の目標を同時迎撃できる。このように、きわめて優秀な情報能力をもっていることから、情勢をはるかにすばやく分析できるほか、レーダーの特性上、電子攻撃への耐性も強いという特長もある。
高性能ゆえに高価であり、イージスシステム全体としての価格は500億円と言われている。ただ、開発が1969年に始まったため技術としては既に成熟域に達しており、欧州諸国が独自に開発・採用している同種のシステムよりは相対的に価格がこなれている。スペインがドイツ・オランダとの防空システム（NAAWS）共同開発から脱退し「イージス」を採用した（アルバロ・デ・バサン級フリゲート）のもそれが理由である。

## 開発

### タイフォンの挑戦と挫折

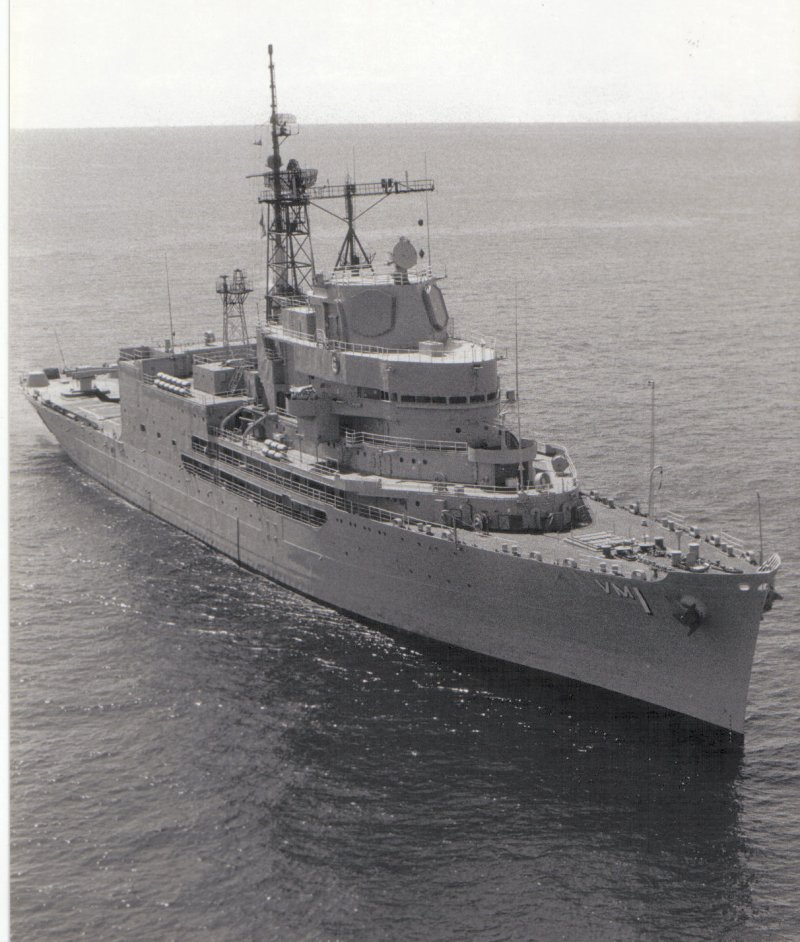
イージスシステムの試験に従事する実験艦「ノートン・サウンド」

アメリカ海軍は、第二次世界大戦末期より、全く新しい艦隊防空火力として艦対空ミサイル（SAM）の開発に着手していた。1944年4月の開発要請に応じ、ジョンズ・ホプキンズ大学応用物理学研究所（JHU/APL）が同年12月に提出した案に基づいて開始されたのがバンブルビー計画であった。まもなく日本軍が開始した特別攻撃（特攻）の脅威を受けて開発は加速、また戦後もジェット機の発達に伴う経空脅威の増大を受けて更に拡大され、1956年にはテリア、1959年にタロス、そして1962年にターターが艦隊配備された。これらは3Tと通称され、タロスはミサイル巡洋艦、テリアはミサイルフリゲート（DLG）、そしてターターはミサイル駆逐艦（DDG）に搭載されて広く配備された。
しかし、3Tファミリーのうち、もっとも早く開発が進行したテリアミサイルがようやく就役しつつあった1950年代後半の時点で、既にこれらのミサイル・システムには、設計による宿命的な限界が内包されていることが指摘されていた。具体的には、
- 攻撃に際しては、同じ目標を捕捉レーダーと火器管制レーダーが重複して追尾することになる
- ミサイルの発射から命中まで、1つの目標に対して1基の射撃指揮装置が占有されてしまう

という問題が指摘されていた。このために、同時に対処できる目標は射撃指揮装置の基数と同数（2～4目標）に制約されていた上に、自動化の遅れから、即応性にも問題があった。一方、ソビエト連邦においては、1950年代末より対艦ミサイルの大量配備が進んでおり、複数のミサイルによる同時攻撃を受けた場合、現有の防空システムでは対処困難であると判断された。
このことから、JHU/APLでは、アメリカ海軍との協力のもとで、1958年より次世代の防空システムの開発に着手した。これがタイフォン・システムである。しかし要求性能の高さに対する技術水準の低さ、統合システムの開発への経験不足のために開発は極めて難航し、最終的に技術的な問題を解決できず、1964年にキャンセルされた。ただし失敗に終わったとはいえ、タイフォン計画から得られた研究成果の多くが、のちにイージスシステムで結実することになる。

### ASMSからイージスへ
タイフォン計画の失敗を受けて、1963年11月より先進水上ミサイル・システム（ASMS）計画が開始された。タイフォンの轍を踏まないため、本格的な開発に着手するまえに、まず1965年1月よりASMS評価グループを編成してコンセプト開発を行った。この任務のため、ASMSプロジェクト室のほか、海軍省や海軍兵器局、艦船局および研究所、JHU/APL、競合する各社、ベル研究所、陸軍防空庁から選りすぐりの要員が集められた。そしてその指揮官として、既に退役していたフレデリック・ウィシントン少将が非常の措置として呼び戻された。
海軍の要求に応じて各社が提出した28個の提案書はウィシントン評価チームによって吟味され、まず7社が選ばれた。1968年には、RCA、ジェネラル・ダイナミクス（GD）、ボーイングの3社に絞り込まれた。そして1969年12月、最終的にRCA社が選定され、主契約者となった。同年、ASMS計画はイージス計画と改称した。
1967年に発生したエイラート撃沈事件、1970年にソ連が行なったオケアン70演習を受けて、開発は加速された。とくに、オケアン70演習においては、90秒以内に100発もの対艦ミサイルを集中して着弾させる飽和攻撃が実演され、従来の防空システムの限界が確認された。
前準備なしに洋上試験に入って失敗したタイフォン・システムの失敗を踏まえ、1972年、ニュージャージー州ムーアズタウンのランコカス地区のRCA社構内にあったアメリカ空軍のレーダー実験施設を借り受けて、地上テストサイト（Land Based Test Site, LBTS；現在はCombat System Engineering Development Site, CSEDS）が建設された。1973年より、まずSPY-1レーダーの試作機（アンテナ1面のみ）が取り付けられて試験が重ねられたのち、戦術情報処理装置などその他のシステムと統合されて、システム全体の試作機にあたる技術開発モデル1号機（Engineering Development Model 1, EDM-1）としての試験に入った。地上での航空機追尾試験などを経て、1975年にはEDM-1を実験艦「ノートン・サウンド」に移設しての洋上試験が開始された。同艦では、LBTSではシミュレータで代用されていたミサイル発射機（艦隊現用のMk.26発射機およびSM-1ミサイル）なども搭載され、ほぼ実艦への搭載に近い状況下で、太平洋上で総合的な試験がくりかえされた。このとき、ミサイル発射試験の初弾で早くもインターセプトに成功したほか、高速目標に対する迎撃能力、レーダーの対妨害能力の高さが注目されたと伝えられている。

## 構成

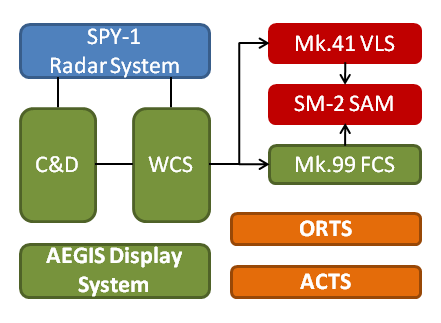
イージス武器システム (AWS) ベースライン2〜6の基本的な構成

イージス武器システム（AWS）を搭載する艦（イージス艦）のすべての武器システムは、AWSを中核として連結され、システム艦を構築して、艦全体の戦闘を有機的に統括している。この統合戦闘システムをイージス戦闘システム（ACS）と通称する。ここで接続される周辺機器はイージスシステムに特有のものではなく、他の艦艇などにも搭載されうる。
イージス武器システム (AWS) それ自体は純粋な対空戦闘システムであって、以下のシステムによって構成される。
- 多機能レーダー
- 指揮決定システム（C&D: Command and Decision System）
- 武器管制システム（WCS: Weapon Control System）
- 射撃管制システム（FCS: Fire Control System）
- ミサイル・ランチャー
- スタンダード艦対空ミサイル（SAM）
- イージス・ディスプレイ・システム（ADS）
- 自己診断システム（ORTS: Operational Test and Readiness System）
- 即応性保持システム

なお戦闘システム全体の重量は、ベースライン0では610トン、ベースライン3では650トン、ベースライン4では656トンに達するとされる。

### 多機能レーダー

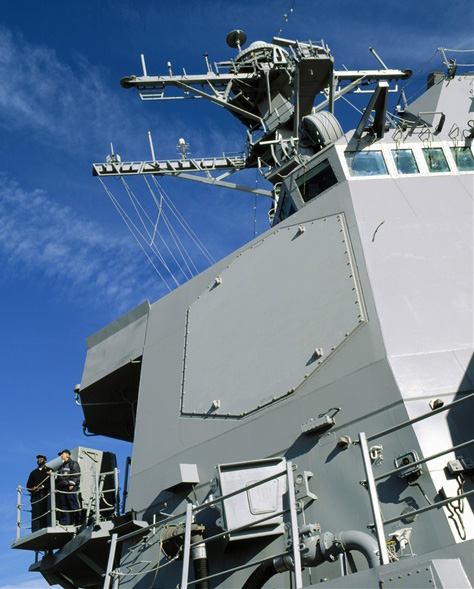
アーレイ・バーク級ミサイル駆逐艦搭載のAN/SPY-1Dレーダー・アンテナ

多機能レーダーとしては、従来、一貫してAN/SPY-1が搭載されてきた。これはイージス武器システムの中心であり、多数目標の同時捜索探知、追尾、評定、発射されたミサイルの追尾・指令誘導の役目を一手に担う多機能レーダーである。周波数はSバンド、パッシブ・フェーズド・アレイ・タイプの固定式平板アンテナを4枚持ち、これを四方に向けて上部構造物に固定装備することで、全周半球空間の捜索を可能にする。
最初に開発されたA型、発展型のB型およびB(V)型は巡洋艦向けで、前後の上部構造物に分けて装備された。その後、レーダー機器を艦橋構造物に集中配置して効率化をはかるとともに小型化したD型、その改良型のD(V)型が駆逐艦向けとして開発された。また、D型をベースとしてさらに簡略化されたフリゲート向けのF型、より小型の艦艇向けのK型も開発されている。
D型では、アンテナ1面につき4350個のレーダー・アンテナ素子が配置され、最大探知距離324キロ以上、200個以上の目標を同時追尾可能とされる。ただしSバンドで動作するため、低高度目標への対処に若干の問題があるとも言われており、ベースライン8以降の艦では、XバンドのAN/SPQ-9Bレーダーが追加装備されている。
そしてベースライン10（ACB-20）では、オープンアーキテクチャ化の一環として、レーダーの独立化が図られた。従来は下記のC&Dシステムがレーダーの制御機能の一部を分担していたが、これが分離されて、レーダーが制御機能（Radar Suite Controller: RSC）を自前で有するようになった。これに伴い、アメリカ海軍ではアンテナをアクティブ・フェーズドアレイ（AESA）方式に変更して新開発されたAN/SPY-6 AMDR-Sを採用することとしている。またベースライン10のシステムをAN/SPY-7と組み合わせることも可能であるが、こちらはSPY-1と同じLM社の製品であることもあり、ベースライン9と組み合わせて用いることもできる。

### 情報処理システム
指揮決定システム（C&D）
従来のNTDSないしCDS戦術情報処理装置を代替するもので、SPY-1レーダーやソナー、データリンクなどからの情報を総合して、周囲の目標について、その脅威度や攻撃手段などを自動で判断する。これにより、目標への対応についての判断において、処理時間が飛躍的に短縮された。巡洋艦ではMk.1、駆逐艦ではMk.2が採用されている。
イージス・ディスプレイ・システム（ADS）
戦闘指揮所の中枢となるヒューマンマシンインタフェースである。42インチ大の液晶ディスプレイ（LCD）であるLSD（Large Screen Display）を中核としており、巡洋艦では4面構成のMk.1が、駆逐艦では2面構成のMk.2が採用される。ただし、巡洋艦のうちBMD 3.6改修を受けた艦は、左側のLSD 2面を外して、横長の大型ディスプレイ 1面と交換している。また駆逐艦でも、ベースライン9C1/ABMD 5.0CUへのアップグレード改修を受けた艦では4面に増設している。
武器管制システム（WCS）
C&Dによって攻撃の判断がなされたとき、ミサイルを選定し、ランチャーに発射指令を送り、発射後には中間誘導を行い、終末段階においては射撃指揮システムに対して指令を行う。実際の攻撃を管制するのが武器管制システム（WCS）である。従来用いられていたWDSをもとに、イージスシステムに適合化したものである。
Mk.99射撃指揮システムのほか、対艦ミサイルやCIWS、砲などとも連結され、その攻撃を管制する。巡洋艦においてはMk.1、駆逐艦においてはMk.8が採用されている。なお、試験艦「ノートン・サウンド」においては、従来型のWDS Mk.12が搭載されていた。

#### ハードウェア
ベースライン0では、C&D、ADS、WCS、AN/SPY-1にそれぞれ1基ずつ、計4基のAN/UYK-7電子計算機が用いられていた。またAWS以外のシステムとして、AN/SQS-53ソナーおよびMk.116水中攻撃指揮装置にも1基ずつのAN/UYK-7電子計算機が用いられていた。これらを補完して、ORTSに1基、WCSに6基、ソナーとの連接用に1基、Mk.86 GFCSに1基、Mk.99 GMFCSに1基、トマホークFCSに1基と、計11基のAN/UYK-20電子計算機も用いられていた。
ベースライン4では、より性能が向上したAN/UYK-43電子計算機が導入され、AN/UYK-7を一対一対応で更新するとともに、訓練用およびMk.86 GFCS用として2基が追加された。またベースライン5では、戦術データ・リンク機能を分離強化するため、7基目のAN/UYK-43が追加された。一方、駆逐艦のシステムでは、GFCSがAWSに統合されるなど一部の構成が異なるため、AN/UYK-43は5基となっていた。
マンマシンインターフェースとしては、当初は18基のAN/UYA-4コンソールが配置されており、またベースライン3では一部がAN/UYQ-21に更新された。またベースライン6では、AN/UYQ-21は商用オフザシェルフ（COTS）化されたAN/UYQ-70へと、部分的に更新が図られた。このAN/UYQ-70は米海軍オープンアーキテクチャ化基盤（open architecture computer environment, OACE）の中心的機材と位置付けられていた。
ベースライン7ではAN/UYQ-70の導入が更に拡大されて、分散処理化が図られ、システム全体が刷新された。従来の電子計算機を中心とするメインフレーム型のシステムは姿を消し、AN/UYQ-70ワークステーションによる分散ネットワークが取って代わった。ベースライン7.1で、AN/UYQ-70への移行が完了した。またベースライン9では更にCOTS化が推進されて、コンソールはUYQ-70からCDS（Common Display System）に変更されるとともに、コンピュータとしてCPS（Common Processing System）が導入された。これらのハードウェアの形態はTI（Technology Insertion）として管理されている。

#### ソフトウェア
これらのコンピュータ上で実行されるソフトウェアを記述するプログラミング言語は、ベースライン5まではCMS-2が用いられていた。これは1971年にAN/UYK-7とともに採用されたもので、NTDSなど海軍の主要なシステムで広く用いられていた。しかしAN/UYQ-70の導入にあわせてベースライン6よりC++とAdaが導入され、ベースライン7.1でCMS-2は一掃された。またその後、Javaも用いられるようになった。
オープンアーキテクチャー化の進展とともに、ハードウェアとソフトウェアを別々に管理するという体制が整えられた。ソフトウェアのバージョンはACB（Advanced Capability Build）として管理されている。またアメリカ海軍では、様々な機能をもったアプリケーションソフトウェアを標準化し、再利用可能なように整理したライブラリ（Common Source Library: CSL）を構築しており、AWSのソフトウェアもこのライブラリを用いて管理されている。

#### 動作モード
AWSは高度な自動化システムであり、下記の3つのモードを基本としている。
1. 手動モード
目標捜索から脅威度判定、攻撃指令からミサイル攻撃までのすべてのステップを、オペレーターが手動で行う。
2. 半自動モード
目標捜索から脅威度判定、攻撃指令からミサイル攻撃までのステップのうち、攻撃指令のみをオペレーターが行い、それ以外は全自動で実行される。
3. 自動モード
オペレータが事前に入力した「距離パラメータ」に基づいて、指揮決定システム（C&D）が状況を判断して、攻撃指令を発する。実際の交戦に至ったとき、人間の関与は不要である（途中で割り込んで制御することはできる）。

通常の運用においては、2の半自動モードが採択されることが多い。手動モードは、各システムの運用試験、あるいは厳格な統率が必要な局面において使用される。ただし平時には、誤射を恐れてしばしば完全手動モードでの運用がなされるが、逆にイラン航空655便撃墜事件の際には、もし「ヴィンセンス」のAWSが自動モードで運用されていたら誤射は起きなかったであろう、とされている。
また、いくつかのフィクション作品においては、全自動モードのことを「ハルマゲドン・モード」と称するが、実際にこのような呼称が行われているかは不明である。

### 射撃指揮システム (FCS)
スタンダード艦対空ミサイルによる攻撃を直接になうのが射撃指揮システム（FCS）で、現在に到るまで一貫してMk.99が用いられている。スタンダード艦対空ミサイルは、慣性誘導・指令誘導に従って飛翔したのち、最終的にセミアクティブ・レーダー・ホーミングによって誘導されて目標を撃破するが、このときに目標への電波照射を行なうイルミネーターであるAN/SPG-62も、Mk.99射撃指揮システムの一部を構成している。
なお、SPG-62イルミネーターが終末誘導を行う以外の期間、目標はSPY-1多機能レーダーによって追尾され、発射されたスタンダード艦対空ミサイルもSPY-1多機能レーダーによる指令誘導を受けている。目標が遠ければ遠いほど、多機能レーダーによる情報だけでは艦対空ミサイルの近接信管が作動する範囲内に艦対空ミサイルを誘導することが難しくなることから、イルミネーターによる精密な終末誘導が必要となるが、逆に近ければ多機能レーダーによる追尾精度が向上するため、イルミネーターの拘束時間は短くなる。近距離であればSPY-1多機能レーダーのみによるSM-2の終末誘導も可能とされており、同時対処能力は実質的に無制限ともいわれる。

### ミサイル・ランチャー
最も初期のイージスシステムでは、Mk.26をミサイル・ランチャーとして使用していた。これは従来型の連装ミサイル発射機で、発射する前に、ミサイルを弾庫からレールに移動・装填する必要があった。このため、機構的に複雑であり、即応性に劣ったうえ、連続発射能力も限られた。
このことから、垂直発射装置であるMk.41が使われるようになった。これは、垂直に配置されたミサイルの保管コンテナがそのまま発射機となるもので、より単純であることから整備が容易であるうえに、それぞれのコンテナにミサイルが密封されるのでミサイルの整備も容易となっており、またミサイルを装填することで無防備に露出する必要がないので、より抗堪性が高い。

### 艦対空ミサイル
AWSでは、従来のターター・システムで用いられていたSM-1MRをもとにプログラマブルなオートパイロットを導入し、指令誘導に対応した改良型であるSM-2MRが採用された。SM-2の場合、発射されるとまずオートパイロットの慣性航法装置（INS）によってコースをとり、目標に動きがあったときはSPY-1レーダーからの指令誘導を受けることになるので、最終のセミアクティブ・レーダー・ホーミング誘導に切り替わるまでの間、AN/SPG-62イルミネーターはほかのミサイルを誘導することができる。これによって、射撃指揮装置の数以上の目標を同時に攻撃できることになり、同時に対処できる目標の数が飛躍的に増加した。
その後、ベースライン5ではブースターを追加した長射程型のSM-2ERブロックIVに、ベースライン9ではSM-2ERブロックⅣをもとにアクティブ・レーダー・ホーミング（ARH）誘導装置を導入したSM-6にも対応した。またベースライン6では、逆に個艦防空用のESSMの運用にも対応している。

## バージョン
イージスシステムは継続的な改良を受け、多数のバージョンが生じている。これらは大まかにベースラインとして区別される。また、同じベースラインの内でも小改良などによって生じる差異に応じて、フェーズとしての区別がなされることもある。

### ベースライン
ベースライン1
最初期のシステムであり、電子計算機としては、従来の海軍戦術情報システムなどで用いられていたのと同様のAN/UYK-7およびAN/UYK-20（補助）が採用されている。またLAMPS Mk.Iを搭載していた状態の構成は、特にベースライン0と区別される。
装備艦は、いずれも2005年中に退役している。
- タイコンデロガ級：初期建造型5隻

ベースライン2
ミサイル・ランチャーをMk.41 VLSに変更した。これによってトマホーク巡航ミサイルの運用が可能になり、1987年度計画よりAWSに統合された。またSM-2も、射程延伸を図ったブロックIIに更新された。
なお、2008年度より着手されたイージス近代化改修（AMOD）により、ベースライン2搭載艦のシステムはベースライン8（CR2/ACB08）にバージョンアップ改修された。
- タイコンデロガ級：6番艦から12番艦まで（CG-52〜58）の7隻

ベースライン3
レーダーを改良型のB型に変更したことで、高角度での目標探知が可能になったほか、全体に探知精度が向上している。また軽量化もなされており、タイコンデロガ級の抱える欠点であるトップ・ヘヴィーの改善に益している。のちにはベースライン4に匹敵するレベルまで強化されており、これをベースライン3Aと呼んで区別する。
なお、2008年度より着手されたイージス近代化改修（AMOD）により、ベースライン3搭載艦のシステムはベースライン9A（CR3/ACB12）にバージョンアップ改修された。
- タイコンデロガ級：13番艦から18番艦まで（CG-59〜64）の6隻

ベースライン4
電子計算機は新型のAN/UYK-43、コンソールの一部もAN/UYQ-21に更新された。またアーレイ・バーク級が装備するものについては、レーダーがD型に変更されている。また、日本のこんごう型護衛艦の初期建造艦は、これをベースとして日本独自の改正を加えたベースラインJ1を装備する。
その後、これらの艦のシステムはベースライン5フェーズIIIと同じ仕様にアップグレードされたのち、2012年度より着手されたイージス近代化改修（AMOD）によってベースライン9C（CR3/ACB12）にバージョンアップ改修された。
- タイコンデロガ級：19番艦から最終27番艦まで（CG-65〜73）の9隻
- アーレイ・バーク級：1番艦から17番艦まで（DDG-51〜67）の17隻
- こんごう型：1番艦から3番艦まで（DDG-173〜175）の3隻

ベースライン5
JTIDS/C2PやTADIXS-Bの導入、AN/SRS-1戦闘方向探知機（Combat DF）の搭載など、指揮・管制機能や情報連携能力の強化とともに、民生品の導入（COTS化）によるコストダウンもはかられた。また、フェーズIIIではレーダーの管制プロセッサが強化されるとともに通信能力も向上している。
- アーレイ・バーク級：18番艦から28番艦まで（DDG-68〜78）の11隻
- こんごう型：最終4番艦（DDG-176）

ベースライン6
発展型シースパロー（ESSM）短SAMの搭載に対応し、光ファイバー艦内通信システムが導入された。また、フェーズIIIはレーダーを改良型のD(V)型に変更したことで、低高度の目標や、低視認性の目標を捕捉する能力が向上している。
- アーレイ・バーク級：29番艦から40番艦まで（DDG-79〜90）の13隻

ベースライン7
上記の通り、AN/UYQ-70ワークステーションによる分散コンピューティング方式が導入されており、システム構成が一新されている。この商用オフザシェルフ（COTS）化の度合いに応じた内部バージョンとして、CR（COTS Refresh）が設定されている。CRはすなわちハードウェアのバージョンを示したものであり、フェーズI（DDG-91〜102）はCR0、フェーズIR（DDG-103〜112）はCR1である。
共同交戦能力（CEC）に当初より対応しているほか、レーダーに新型プロセッサを導入し、また新型のスタンダード・ミサイルであるSM-2ブロックIIIBに対応した。
- アーレイ・バーク級：41番艦以降（DDG-91）
- アルバロ・デ・バサン級フリゲートの5隻
- あたご型護衛艦の2隻
- 世宗大王級駆逐艦の3隻
- ホバート級駆逐艦の3隻

ベースライン8
現用のイージス艦のシステムを近代化するためのイージス近代化（AMOD）計画に基づき開発されたもので、当初はCR2/ACB08と称されていた。ベースライン8は、2008年度より、当時ベースライン2を搭載していた7隻のタイコンデロガ級を対象として改修が開始されており、改修艦は2010年より順次に艦隊復帰を開始した。
ハードウェアについてはCR2、ソフトウェアのバージョン（Advanced Capability Build, ACB）についてはACB08とされており、CECにも対応した。CR2は、ベースライン7と同様に情報処理装置・端末をAN/UYQ-70に更新し、アメリカ海軍が標準コンピュータ・アーキテクチャとして策定したOACE（Open Architecture Computer Environment）にほぼ準拠したものとされている。またベースライン8搭載改修の対象となった艦がいずれもタイコンデロガ級であったこともあり、この改修に伴って下記のような改良が施された。
- AN/SPQ-9B低空警戒レーダーの導入
- CIWSのファランクス・ブロック1Bへの更新
- Mk.45 5インチ主砲の長砲身化（54口径から62口径へ）
- 対潜戦能力の向上（対潜システムをAN/SQQ-89A(V)15、船首装備ソナーをAN/SQS-53D、曳航ソナーをMFTAへ更新、艦載機としてMH-60Rに対応）

ベースライン9
ハードウェアについてはOACEに完全準拠したCR3、ソフトウェアのバージョンについてはACB12とされる。またイージスBMD 5.0が統合される計画であり、これにより対空戦（AAW）機能とミサイル防衛（BMD）機能を両立した、IAMD（integrated air and missile defense）機能が実現される。
ベースライン9には、下記のような5つのサブタイプが計画されている。
9A
ベースライン3搭載艦（タイコンデロガ級6隻）へのバックフィット改修用。2012年度より順次に搭載改修を開始している。BMD機能を持たないAAW機能特化型である。
9B
ベースライン4搭載艦のうちタイコンデロガ級9隻へのバックフィット改修用として計画されていたが、キャンセルされた。IAMD機能を有する予定であった。
9C
ベースライン4搭載艦のうちアーレイ・バーク級17隻へのバックフィット改修用。IAMD機能を有する予定である。また、まや型護衛艦にも搭載され、こちらもIAMD機能を有する予定である。
9D
アーレイ・バーク級フライトIIAの建造再開艦（DDG-113以降）への搭載用。IAMD機能を有する予定である。
9E
陸上版イージス（AEGIS ashore）への搭載用。BMD機能を有する予定である。
ベースライン10
レーダーの独立化を図ったモデル。ソフトウェアのバージョンについてはACB20とされる。

### モデルナンバー
なお、イージス武器システムそのものはモデル・ナンバーによっても区別される。ただし、ベースラインによる区別のほうが性能を反映していることから、モデル・ナンバーはあまり重視されていない。
Mod.0はベースライン0、Mod.1はベースライン1におおむね対応する。Mod.2は原子力打撃巡洋艦用として予定されていたが、搭載艦の計画そのものが頓挫したため開発されず、のちにVLS搭載巡洋艦のうちSQQ-89を装備しない艦のシステム名称に流用された。Mod.3はVLS搭載巡洋艦のうちSQQ-89を装備する艦のシステム名称である。Mod.4はベースライン3、Mod.5は計算機をUYK-43に更新した巡洋艦、Mod.6はアーレイ・バーク級のシステム名称とされた。
またウィンストン・S・チャーチル（DDG-81）はmod.9、マクキャンベル（DDG-85）はmod.11、日本のあたご型護衛艦についてはmod.6(V)とされている。

## ミサイル防衛
上記の通り、AWSはもともと、有人の攻撃機・爆撃機や、これらの航空機または艦艇から発射される対艦ミサイルの排除を目的とする究極の艦載防空システムとして位置付けられていた。当時、ソビエト連邦はSS-20中距離弾道ミサイルやスカッド短距離弾道ミサイルを配備していたものの、西側諸国からは、SS-20は準戦略兵器として、またスカッドは欧州の地上戦での長距離砲兵として捉えられており、これらを撃墜することによる防衛は重視されなかった。
しかしイラン・イラク戦争や湾岸戦争でスカッドが大量に使用されたほか、ソビエト連邦の崩壊によって弾道ミサイルと関連技術・技術者が第三世界に拡散したことで、これらの戦術弾道ミサイルへの対策が求められるようになった。まず応急的な施策が行われたのち、1993年に成立したクリントン政権において、本土防衛のための国家ミサイル防衛（NMD）と、同盟国および海外展開米軍部隊の防衛のための戦域ミサイル防衛（TMD）の二本柱として再編成された。これらの新しいBMD体制では宇宙配備システムは棄却され、地上配備システムと海上配備システムに注力することとされた。そしてこの海上配備システムのプラットフォームとして、イージス艦が期待されるようになった。
しかしこれらのミサイル防衛任務は、元来のAWSが目的としてきた対航空機任務とは多くの点で異なる対応が要求されることから、イージスBMD（ABMD）として独自のバージョン管理がなされている。開発にあたってはスパイラルモデルが採択されている。
イージスBMD 3.0シリーズ（ブロック2004）
まず2004年9月、交戦機能を省いて、弾道ミサイルの捜索・追尾のみを行うLRS&T（Long range surveillance & track）機能だけを実装したBMD 3.0Eが先行配備されたのち、2005年春より、SM-3ブロックI弾道弾迎撃ミサイルによる交戦に対応したBMD 3.0が実用化された。ただしこちらも、あくまで予備的な交戦機能（Preliminary Engagement Capability）と位置付けられている。
その後、2006年8月には、SM-3ブロックIAの運用に対応して、実戦的な交戦機能（Operational Engagement Capability）を備えたBMD 3.6が承認された。
イージスBMD 4.0シリーズ（ブロック2006/08）
第二段階としてのイージスBMD 4.0シリーズでは、迎撃ミサイルをSM-3ブロックIBに更新することで、SRBM・MRBMに加えて、限定的ながら中距離弾道ミサイル（IRBM）への迎撃能力も付与される。またLOR機能も更に拡張されるほか、新型のBSP（BMD Signal Processor）を導入するなど、レーダー信号処理能力の強化も図られる。
イージスBMD 5.0シリーズ（ブロック2010/2012/2014）
イージスBMD 4.0シリーズをもとにAWSベースライン9.C1と統合したのが、BMD 5.0CUである。BMD 4.0以前では、対空戦（AAW）機能とミサイル防衛（BMD）機能とで異なるプログラムを切り替えて使用していたが、BMD 5.0CUでは同時に使用できるようになり、IAMD（integrated air and missile defense）が実現される。
イージスBMD 5.1はAWS ベースライン9.C2と統合されたものとなり、迎撃ミサイルをSM-3ブロックIIAに更新してIRBMへの本格的な対処能力を獲得する。

### USA-193の撃墜
アメリカ国家偵察局が2006年12月に打ち上げた偵察衛星USA-193(NROL-21) は打ち上げ直後より制御不能に陥っており、2008年3月上旬に大気圏に再突入すると予想されていた。この衛星には姿勢制御用燃料として有害なヒドラジンが搭載されており、燃料タンクが破壊されず地上に落下した場合2ヘクタールが汚染されると見られた。燃料タンクを破壊し、さらに衛星破壊により発生するデブリの影響を最小限に止めるため、衛星が大気圏に突入する直前にSM-3を用いて破壊することが決定された。レイク・エリー (CG-70)、ラッセル (DDG-59)、ディケーター (DDG-73)の3隻のイージス艦がハワイ西の太平洋上に配置され、アメリカ東部標準時間2月20日22時30分（日本時間2月21日12時30分）に、レイク・エリーからSM-3ブロック1Aミサイルが発射され、高度247kmにおいて衛星を破壊することに成功した。この時の高度はそれまで公表されていたSM-3ブロック1Aミサイルの到達可能高度を60%以上上回っていた。